# Takehide Nakatani
Takehide Nakatani (n. 9 iulie 1941, Hiroshima, Japonia) este un judocan ce a reprezentat Japonia, medaliat olimpic. A participat la o ediție a Jocurilor Olimpice (1964) în care a câștigat o medalie de aur.

## Participări
Lista de mai jos prezintă principalele competiții la care a participat Takehide Nakatani de-a lungul carierei.
- judo at the 1964 Summer Olympics – men's 68 kg[*]